# Annone Veneto
Annone Veneto es una localidad de la Provincia de Venecia, en el Véneto, Italia. Su población es de 3.843 habitantes (2007) en una superficie de 25 km².

## Demografía
Habitantes censados
| Gráfica de evolución demográfica de Annone Veneto entre 1861 y 2001 |
|                                                                     |
| Fuente ISTAT - elaboración gráfica de Wikipedia                     |

- Datos: Q47186
- Multimedia: Annone Veneto / Q47186

1. ↑  Worldpostalcodes.org, código postal n.º 30020.
2. ↑  «Codici Catastali». Comuni-italiani.it (en italiano). Consultado el 29 de abril de 2017.